# Píseň o rose (zpěvník)
Píseň o rose (1993) je zpěvník písniček Jiřího Suchého a Jiřího Šlitra. Kresbu na obálce zhotovila Emma Srncová, stejně jako u zpěvníků Voskovce, Wericha a Ježka Život je jen náhoda a Pavla Dobeše Zpátky do trenek vydaných stejným nakladatelstvím.
Zpěvník obsahuje i texty Suchého na jiné než Šlitrovy melodie. Jsou zde i písně Dnes naposled, jejíž melodie byla zhotovena Jiřím Šlitrem a později otextována Václavem Koptou a také Potkal jsem jelena, jejíž text napsal Miroslav Horníček a zhudebnil ho Jiří Šlitr. Také na písni Co jsem měl dnes k obědu se Jiří Šlitr nepodílel jen hudebně, ale také textově (napsal 6. sloku). 
Obsahuje 110 písniček.

## Seznam písniček
| - Ach, ta láska nebeská - Árie měsíce - Babetta - Bar Honolulu - Big Bad John - Betty - Bledá slečna - Blues o stabilitě - Blues pro tebe - Buď mi věrná - Blues na cestu poslední - Co je blues - Co jsem měl dnes k obědu - Cop - Čekání na tetu - Dítě školou povinné - Dívka, kterou zkazil svět - Dnes naposled - Hallo, Satchmo - Dotýkat se hvězd - Golem - Hallo, má krásná Margareto (Margareta) - Hluboká vráska - Honky tonky blues - Chybí mi ta jistota - Hraj, hraj, hraj - Jsi ta nejkrásnější krajina - Jó, to jsem ještě žil - Kamarádi - Kapitáne, kam s tou lodí - Kdo ví - Kaňonem takhle k večeru - Klementajn - Klokočí - Koupil jsem si knot - Kočka na okně - Krajina posedlá tmou | - Kubistický portrét - Kytky se smály - Léta dozrávání - Líbej mě, líbej - Malé kotě - Malý blbý psíček - Máme rádi zvířata - Marnivá sestřenice - Melancholické blues - Míč - Miláčku - Mississippi - Mister Rock a mister Roll - Modré punčochy - Modrý tričko - Měsíčku na nebi hlubokém - Motýl - Motýlek - Nedělejte ze mne chudinku - Nenávidím neděli (Zlá neděle) - Oči sněhem zaváté - Opilá bílá myška - Pět strun - Píseň o rose - Na shledanou - Píseň o vyšinutém trpaslíkovi - Písnička pro kočku - Písnička pro Zuzanu - Plná hrst - Po ulici bloumat - Pojď se mnou na výlet - Pozvání - Potkal jsem jelena - Pro Kiki - Proč se lidi nemaj rádi - Proti všem - Purpura | - Rekomando blues (Nevyplacený blues) - Růže růžová - Pramínek vlasů - Říkávají lidé někteří - Sádlo na chleba - Sedm dárků - Slavná obhajoba - Sluníčko - Sup a žluva - Starodávné brýle - Surrealistická krajina - Šišlala - Škrhola - Študent s rudýma ušima - Tak abyste věděla - Tak jako ten Adam - Šantánová myš - Takový je život (Potkal potkan potkana) - Tento tón mám rád - Tereza - To všechno odnes čas - Toulaví zpěváci - Tři tety - Tu krásu nelze popsat slovy - Tulák - Tulipán - Ty jsi švarná - Ukrejvám rozpaky - Už dávno nejsem dítě - V kašně - Včera neděle byla - Vyvěste fangle - Z mého života - Zčervená - Život je pes - Vesnická romance |